# Bismutita
|  | No s'ha de confondre amb el també mineral bismutina.. |

La bismutita és un mineral de la classe dels carbonats. El seu nom fa referència al seu alt contingut en bismut.

## Característiques
La bismutita és un carbonat de fórmula química Bi₂O₂CO₃. Cristal·litza en el sistema ortoròmbic. Típicament apareix en forma de fibres radials o esferoïdals, i també en forma de crostes i agregats massius que poden ser de terrosos a densos; molt rarament en forma de cristalls que tenen forma de plaques i mesuren fins a 0,5 mm. La seva duresa a l'escala de Mohs és 2,5 a 3,5.
Segons la classificació de Nickel-Strunz, la bismutita pertany a «05.BE - Carbonats amb anions addicionals, sense H₂O, amb Pb, Bi» juntament amb els següents minerals: shannonita, hidrocerussita, plumbonacrita, fosgenita, kettnerita i beyerita.

## Formació i jaciments
La bismutita és un producte d'alteració relativament comú d'altres minerals de bismut, com ara bismut, bismutinita i tetradimita entre d'altres, en dipòsits minerals hidrotermals i pegmatites de granit. Ha estat trobada a més de 700 indrets arreu del món.